# Recept za ljubezen
Recept za ljubezen je zgodovinski ljubezenski roman, ki ga je napisal angleški pisatelj Anthony Capella (izvirni naslov The Wedding Officer). Zgodba je prepletena z vojno vihro, ljubeznijo in odlično italijansko kuhinjo. V slovenščino je delo prevedla Nataša Grum.

## Vsebina
Popelje nas v Neapelj v čas druge svetovne vojne. Tam se lepa kuharska mojstrica Livija Pertini spozna z vojakom Enzom, a ga takoj po poroki pošljejo na fronto, kjer izgubi življenje. Livija se nato zaposli pri britanskem častniku Jamesu Gouldu kot kuharica. Jamesova naloga je, da prepričuje tujim vojakom poroke z domačinkami, a ko mineva čas se vse bolj zaveda, da je zaljubljen tudi sam.

## Izdaja
Roman je bil v angleščini izdan 2006, prvič v slovenščini pa 2007 od založbe Učila International. Ista založba je knjigo izdala še leta 2009.